# Olivier Jean
Olivier Jean (* 15. März 1984 in Lachenaie, Québec) ist ein ehemaliger kanadischer Shorttracker und Olympiasieger.

## Leben
Jean, der schon mit fünf Jahren mit seinem Sport begonnen hatte, startete bereits im Januar 2002 erstmals bei der Juniorenweltmeisterschaft in Chuncheon international. Obwohl er dort in zwei Einzelrennen das Halbfinale erreichte und Silber mit der Staffel gewann, wurde er in den nächsten Saisons nur bei nationalen Rennen eingesetzt. Dort gelangen ihm unter anderem zwei Siege bei den Kanadischen Winterspielen 2003 und ein Triumph bei der Alta Valtellina Trophy 2006. Nach diesen Erfolgen nominierte ihn der kanadische Verband im Oktober 2006 erstmals für den Shorttrack-Weltcup, wo Jean auf Anhieb Zweiter über 500 Meter und mit der Staffel wurde. Auch bei den nächsten Rennen erreichte er weitere Podestplatzierungen, darunter zwei Weltcupsiege über 500 Meter und einen mit dem Team. Mit diesem gewann er auch die Silbermedaille bei der Weltmeisterschaft 2007 und den Gesamtsieg bei der Team-WM des Jahres. Durch diese Erfolge platzierte er sich am Ende der Saison sogar auf Rang 2 der kanadischen Rangliste.
Die Saison 2007/08 verpasste Jean zu einem Großteil, da er sich eine Verletzung zugezogen hatte. Dafür begann er den Shorttrack-Weltcup 2008/09 mit weiteren Podiumsplatzierungen und einem Sieg auf der Kurzdistanz 500 Meter. Neben seinen Erfolgen im Shorttrack, für die er im Jahr 2007 den Rising Star Award erhielt, geht Jean auch im Inline-Skating an den Start. Hier gelang ihm 2006 auch der nationale Titel. Obwohl er besonders über 500 Meter viele Erfolge feiern konnte, ist die Langdistanz 1500 Meter seine Lieblingsstrecke.
Im August 2013 wurde der US-amerikanische Läufer Simon Cho durch die Internationale Eislaufunion für zwei Jahre gesperrt, da dieser während der World Short Track Speed Skating Team Championships 2011 in Warschau Jeans Kufen sabotiert hatte.